# Gare du Musée d’Orsay

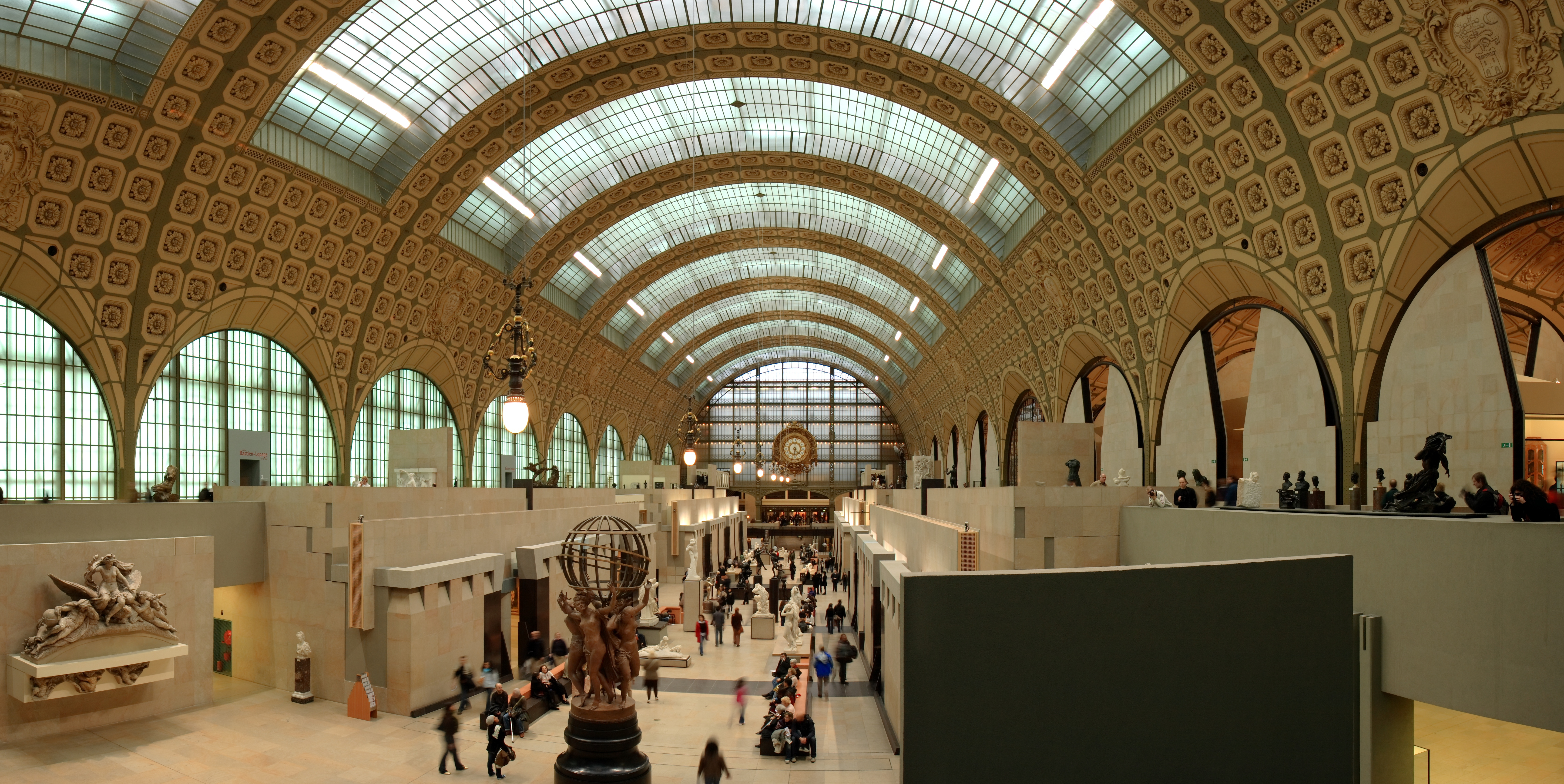
A csarnok napjainkban

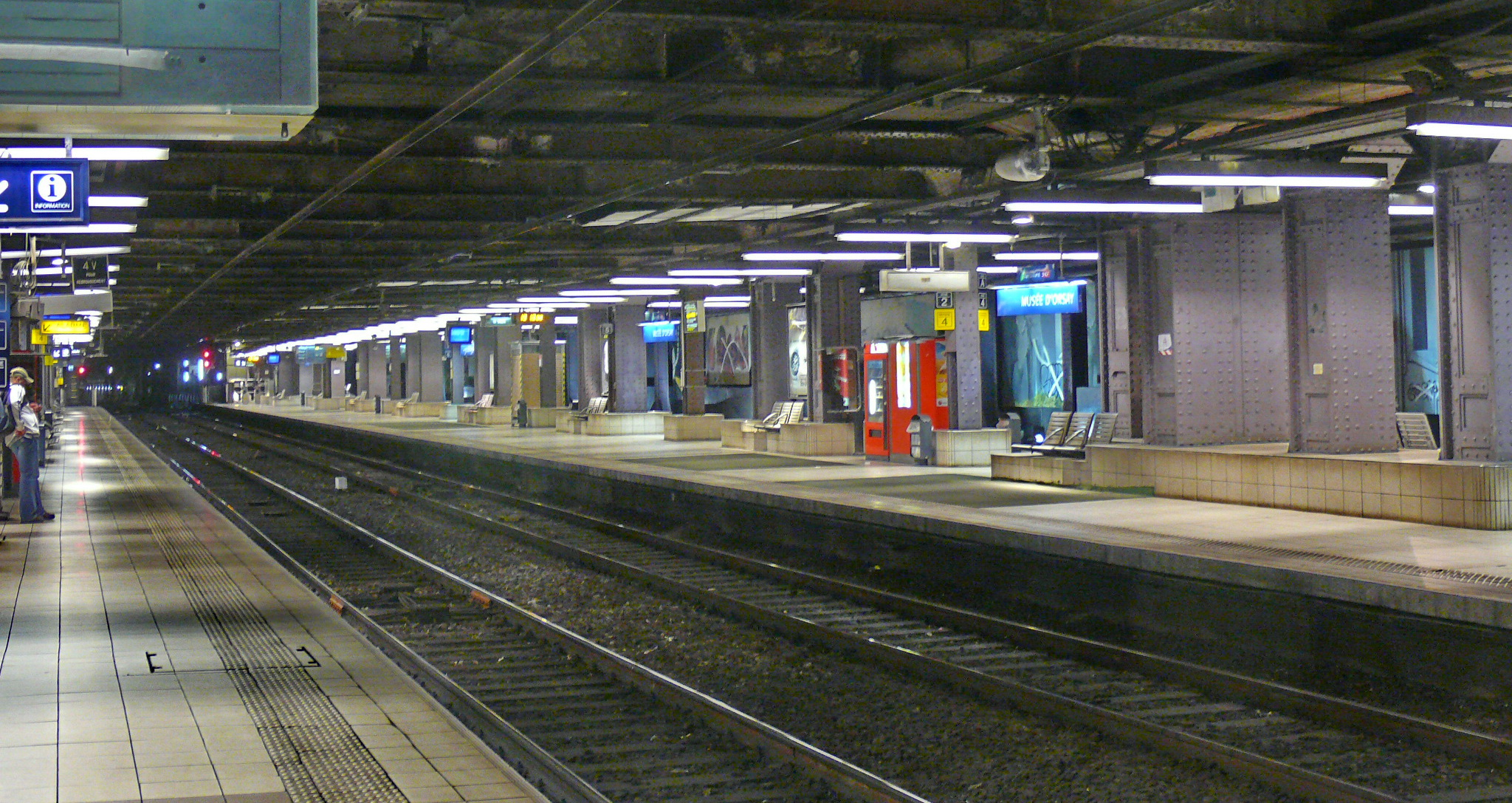
A föld alatti RER állomás

Gare du Musée d'Orsay egy 1958-ban bezárt vasúti fejpályaudvar Franciaországban, Párizs 7. kerületében. Jelenleg az épületben múzeum működik, nem messze tőle található a RER C vonalának egyik föld alatti megállója, mely a pályaudvar egykori nevét viseli.

## Vasútvonalak
Az állomást az alábbi vasútvonalak érintik:
- Quai-d'Orsay–Paris-Austerlitz-vasútvonal

## Kapcsolódó állomások
A vasútállomáshoz az alábbi állomások vannak a legközelebb:
- Gare des Invalides

## Lásd még
- Franciaország vasútállomásainak listája
- A RER állomásainak listája